# تپه دوزه دره
تپه دوزه دره مربوط به عصر آهن - دوره اشکانیان - دوره ساسانیان است و در شهرستان ابهر، بخش مرکزی، دهستان صایین قلعه، ۲۲۰۰ متری شمال شرق روستای ارهان واقع شده و این اثر در تاریخ ۲۶ دی ۱۳۸۶ با شمارهٔ ثبت ۲۰۵۳۶ به‌عنوان یکی از آثار ملی ایران به ثبت رسیده‌است.